# 浦西和彦
浦西 和彦（うらにし かずひこ、1941年9月8日 - 2017年11月16日）は、日本の国文学者。専門は、近代文学・書誌学。学位は、文学博士（関西大学・論文博士・1986年）（学位論文「日本プロレタリア文学の研究」）。関西大学名誉教授。

## 人物
大阪市生まれ。関西大学文学部国文科卒。
岐阜県立坂下女子高等学校教諭、岐阜県立大垣南高等学校教諭を経て、1966年谷沢永一のひきにより関西大学助教授、教授。1986年関西大学にて文学博士の学位を取得。2012年定年退任、名誉教授。2014年大阪市市民表彰。
プロレタリア文学および大阪出身の文学者の書誌を多く作成している。
2017年11月16日、膵臓癌のため死去。

## 著書
- 『日本プロレタリア文学の研究』桜楓社 1985
- 『葉山嘉樹 考証と資料』明治書院 1994
- 『現代文学研究の枝折』和泉書院(近代文学研究叢刊) 2001
- 『浦西和彦著述と書誌』全4巻 和泉書院 2008-2009
- 『「文化運動年表」明治大正編』三人社、2016
- 『文化運動年表 昭和戦前編』三人社 2016

### 編纂
- 『葉山嘉樹 桜楓社(近代文学資料)1973
- 『徳永直』日外アソシエーツ(人物書誌大系) 1982
- 『日本プロレタリア文学書目』日外アソシエーツ 1986
- 『谷沢永一』日外アソシエーツ(人物書誌大系) 1986
- 『葉山嘉樹』日外アソシエーツ(人物書誌大系) 1987
- 『武田麟太郎』児島千波共編 日外アソシエーツ(人物書誌大系) 1989
- 『開高健書誌』和泉書院(近代文学書誌大系) 1990
- 『織田作之助文芸事典』和泉書院 1992
- 『昭和文学年表』全9巻 青山毅共編 明治書院 1995-1996
- 『田辺聖子書誌』和泉書院(近代文学書誌大系) 1995
- 『紀伊半島近代文学事典 和歌山・三重』半田美永共編 和泉書院 2002
- 『河野多惠子文藝事典・書誌』和泉書院 2003
- 『大阪近代文学作品事典』和泉書院 2006
- 『四国近代文学事典』堀部功夫、増田周子共著 和泉書院 2006
- 『石川近代文学事典』和泉書院 2010
- 『谷沢永一博士書目』遊文舎 2010
- 『大阪文学書目』遊文舎 2010
- 『朝のように花のように 谷澤永一追悼集』増田周子共編 論創社、2013
- 『大阪文藝雑誌総覧』増田周子, 荒井真理亜共著 和泉書院 2013
- 『食文化・味覚雑誌目次総覧』堀部功夫, 荒井真理亜共編 日外アソシエーツ 2015
- 『日本プロレタリア文学史年表事典』編 日外アソシエーツ 2016
- 『温泉文学事典』編著 和泉書院 2016

### 編集
- 薄田泣菫『完本 茶話』上中下、谷沢永一共編 冨山房百科文庫 1983-1984
- 『谷沢永一書誌学研叢』青山毅共編 日外アソシエーツ 1986
- 開高健『オールウェイズ 単行本未収録全エッセイ』上下、谷沢永一共編 角川書店 1990／全4巻、角川文庫 1993
- 『「酒」と作家たち』中公文庫 2012
- 『田辺聖子　夜の一ぱい』中公文庫 2014
- 『谷沢永一　二巻選集　上 精撰文学論』言視舎 2016 - 下 精撰人間通、鷲田小彌太編
- 『私の酒 『酒』と作家たち 2』中公文庫 2016
- 『文士の食卓』中公文庫 2018

## 論文
- 浦西和彦「葉山嘉樹宛小林多喜二島木健作未発表書簡」『國文學』第43巻、関西大学国文学会、1968年、66-72頁、ISSN 0389-8628。
- 浦西和彦「「淫売婦」と『海に生くる人々』」『國文學』第44巻、関西大学国文学会、1970年、33-42頁、ISSN 0389-8628。
- 浦西和彦「「煤煙」論の前提」『国文学』第46号、関西大学国文学会、1972年、19-33頁、ISSN 03898628。
- 浦西和彦「里村欣三の「第二の人生」(読む)」『日本文学』第29巻第12号、日本文学協会、1980年、83-88頁、ISSN 03869903。
- 浦西和彦「芥川竜之介全集逸文(資料紹介)」『国文学』第64号、関西大学国文学会、1988年、91-102頁、ISSN 03898628。
- 浦西和彦「貴司山治「日記」1934年(昭和9年)(1)」『国文学』第81号、関西大学国文学会、2000年、110-142頁、ISSN 03898628。
- 浦西和彦「赤穂時代の葉山嘉樹書簡二通」『國文學』第92巻、関西大学国文学会、2008年、ISSN 0389-8628。